# Paralcis glareosaria
Paralcis glareosaria là một loài bướm đêm trong họ Geometridae.